# 福雷斯特維爾 (明尼蘇達州)
福雷斯特維爾（英語：Forestville）是位於美國明尼蘇達州菲爾莫爾縣的一個鬼鎮。

## 地理
福雷斯特維爾所處的海拔為高於海平面316米（即1037英呎），而該地所採用的時區為UTC-6，即北美中部時區（CST）。同時該地設有夏令時間，為UTC-6調快一小時，即UTC-5（CDT）。